# In-vitro-Fertilisation bei Mäusen
Die In-vitro-Fertilisation bei Mäusen bezeichnet die künstliche Befruchtung bei Mäusen.

## Eigenschaften
Während es im Falle der humanen In-vitro-Fertilisation um die Unterstützung der Verwirklichung des Kinderwunsches eines Paares geht, hat die Maus-In-vitro-Fertilisation in der medizinisch-biologischen Forschung den Zweck Maus-Nachkommen mit einem spezifischen Genotyp zu generieren und dabei das zeitintensive Kreuzen von den entsprechenden parental Generationen zu umgehen. Zudem wird die In-vitro-Fertilisation zum Rederivieren von Mäusen mittels kryokonservierter Spermien im Zuge der Archivierung und Verteilung genetisch veränderter Mauslinien genutzt.

## Vorgehensweise

### Induktion der Superovulation
Um die Zahl der ovulierenden Follikel in der geschlechtsreifen, weiblichen Maus künstlich zu erhöhen (Superovulation) wird das Serum-Gonadotropin von trächtigen Stuten (Pregnant Mare Serum Gonadotropin, PMSG) in die Maus injiziert. Zusätzlich wird humanes Choriongonadotropin (hCG) injiziert. Dieses Peptidhormon induziert den Eisprung, führt zur Bildung des Gelbkörpers – und bei der männlichen Maus zur Bildung der interstitiellen Zellen der Testikel. Der Aschheim-Zondek-Reaktion war einer der ersten Schwangerschaftstests und nutzte dabei die Choriongonadotropin-Ausschüttung zur Schwangerschaftsbestimmung.
Die vielkernigen Synzytiotrophoblasten synthetisieren Choriongonadotropin, welches den im Eierstock befindlichen Gelbkörper (Corpus luteum) zur Ausschüttung von Progesteron anregt. Dieses Sexualhormon ist für den Aufbau der Uterusschleimhaut verantwortlich und verhindert zusätzlich neue Eisprünge mittels negativer Rückkopplung zur Hypophyse der Eierstöcke.

### Plattenvorbereitung
Die In-vitro-Fertilisation der Maus erfolgt meist auf speziellen Platten. Dazu wird mittels einer Mikropipette verschiedene Medium-Tropfen auf diese pipettiert und anschließend mit flüssigem Paraffin bedeckt.
Für die Platte der Spermien wird ein Tropfen Präinkubationsmedium verwendet. Analog wird mit einem Tropfen des Fertilisationsmediums bei der Präparation der Fertilisationsplatte vorgegangen.
Vier Tropfen Modified Human Tubal Fluid Medium – HEPES Puffer (mHTF) werden auf eine Platte gegeben, in flüssigem Paraffin eingeschlossen und dienen als Waschlösung. mHTF dient der Effizienzsteigerung der Methode und stabilisiert den pH-Wert für optimale, stressfreie Bedingungen während der Fertilisation.

### Sammeln von Spermatozoen
Zur Gewinnung der Spermatozoen wird der Schweif des Nebenhodens einer geschlechtsreifen, männlichen Maus in eine Sperma-Platte gelegt und der Samenleiter durchtrennt. Die Spermien werden dann mittels einer Präpariernadel freigesetzt und anschließend in das Präinkubationsmedium auf der Spermaplatte überführt.

### Sammeln von Oozyten
Der Eileiter einer superovulierenden, geschlechtsreifen Maus wird ebenso auf die Fertilisationsplatte transferiert und die Cumulus-Oozyten-Komplexe (COCs), ein Komplex aus einer Oozyte, die von spezialisierten Granulosazelle umgeben ist, mit Hilfe einer Präpariernadel isoliert. Auch in diesem Fall folgt der Transfer in das Fertilisationsmedium.

### Besamung
Für die Besamung wird ein Teil der Spermien-Suspension in das COC-enthaltende Fertilisationsmedium übertragen. Nach einer dreistündigen Inkubationsphase werden die Oozyten dreimal in den mHTF-Tropfen auf der Waschplatte gewaschen. Der Oozyten-Transfer auf die Fertilisationsplatte muss dabei äußerst sorgfältig, ohne Reste des Fertilisationsmediums erfolgen. Im letzten der drei Waschschritte findet eine Untersuchung der Pronuklei der Oozyten statt, um parthenogenen Oozyten, die nur einen Pronukleus aufweisen, auszusortieren. Erfolgreich befruchtete Oozyten besitzen hingegen zwei Pronuklei, einen männlichen und einen weiblichen. Am folgenden Tag werde die Zwei-Zell-Stadien in den letzten der vier Tropfen mHTF der Wasch-Platte transferiert. Im Folgenden ist ihre Vitrifizierung, ihre weitere Kultivierung oder ihr Transfer in ein Empfänger-Weibchen möglich.

### Das Empfänger-Weibchen
Bei dem Empfänger Weibchen handelt es sich um ein scheinträchtiges Weibchen, dessen Hormonproduktion der eines trächtigen Weibchens entspricht. Die Hormonproduktion wird dabei durch die Kopulation des Weibchens mit einem vasektomierten und daher unfruchtbaren Männchens induziert.

## Ethische Hintergründe zur Gewinnung des Brunftsynchronisationshormons
Das PMSG-Hormon wird nicht nur für die In-vitro-Fertilisation bei Mäusen, sondern in größeren Mengen vor allem von der europäischen Fleischindustrie in der Schweineproduktion eingesetzt. Die Tierschutzorganisation „Animal Welfare Foundation“ veröffentlichte 2015 ein Video, das den Umgang mit den trächtigen Stuten in Südamerika bei deren Blutentnahme zeigt. Für den größtmöglichen Profit ist es dabei von Vorteil, die Stuten so oft wie möglich zu befruchten, um ihnen das für die Industrie wertvolle Blutserum entnehmen zu können. Die Blutentnahme kann bis zu zwei Mal wöchentlich erfolgen und umfasst die Entnahme von 10 Liter Blut, was knapp einem Viertel des gesamten Blutvolumens einer Stute beträgt.